# Президентские выборы в США (1952)
Президентские выборы в США 1952 года проходили 4 ноября в один из наиболее напряжённых моментов холодной войны между Советским Союзом и Соединёнными Штатами. В США республиканский сенатор Джозеф Маккарти председательствовал на сенатских расследованиях проникновения коммунистических шпионов в правительство Соединённых Штатов. Возглавленная Маккарти «охота на ведьм» (позже названная маккартизмом) вместе с международной напряжённостью из-за ведущейся корейской войны создала горячую атмосферу предвыборной кампании. Президент Гарри Трумэн решил не выдвигаться на следующий срок, поэтому Демократическая партия номинировала губернатора Эдлая Стивенсона из Иллинойса, имевшего репутацию интеллектуала и выдающегося оратора. Республиканцы выдвинули известного героя войны генерала Дуайта Эйзенхауэра. Эйзенхауэр победил на выборах с огромным преимуществом, окончив 20-летний период правления Демократической партии.

## Выборы

### Республиканская партия
Борьба за выдвижение от республиканцев велась между генералом Дуайтом Эйзенхауэром, который стал кандидатом от умеренного восточного истеблишмента партии; сенатором Робертом Тафтом от Огайо, давний лидер консервативного крыла партии; губернатором Калифорнии Эрлом Уорреном, обратившийся к западным делегатам и независимым избирателям; и бывший губернатор Миннесоты Гарольд Стассен, у которого все еще была база поддержки на Среднем Западе.
Умеренных восточных республиканцев возглавлял губернатор Нью-Йорка Томас Дьюи, кандидат в президенты от партии в 1944 и 1948 годах. Умеренные, как правило, были интервенционистами, которые считали, что стране необходимо вести холодную войну за рубежом и противостоять Советскому Союзу в Евразии. Они также были готовы принять большинство аспектов государства социального обеспечения, созданного «Новым курсом» 1930-х годов, но стремились реформировать программы, чтобы сделать их более эффективными и благоприятными для бизнеса. Умеренные также были озабочены прекращением серии поражений республиканцев на президентских выборах и считали, что у популярного Эйзенхауэра больше шансов победить демократов. По этой причине Дьюи отказался от идеи третьего баллотирования на пост президента, несмотря на его большую поддержку внутри партии. Республиканцы находились вне власти в течение 20 лет, и существовало сильное мнение, что необходимо восстановить полноценную двухпартийную систему. Также считалось, что партия, получившая Белый дом, будет иметь больше стимулов обуздать радикалов и демагогов, таких как сенатор от штата Висконсин Джозеф Маккарти.
Консервативные республиканцы во главе с Тафтом базировались на Среднем Западе и в некоторых частях Юга. Средний Запад был оплотом консерватизма и изоляционистских настроений. Неприязнь к европейцам, в частности к британцам, была обычным явлением, и было широко распространено мнение, что британцы манипулировали американской внешней политикой и стремились подчиниться Советскому Союзу, хотя такое отношение начало меняться среди молодого поколения, воевавшего во Второй мировой войне. Кроме того, консерваторы выступали против большей части «Нового курса», считая эти программы умаляющими индивидуальную и экономическую свободу. Тафт безуспешно добивался выдвижения от республиканцев на президентских выборах 1940 и 1948 годов, но оба раза проиграл умеренным кандидатам из Нью-Йорка: Уилки и Дьюи соответственно. В возрасте 63 лет Тафт почувствовал, что это его последний шанс баллотироваться на пост президента, поэтому его друзья и сторонники, в том числе многие завсегдатаи партии, усердно работали от его имени. Его чувства были верными, поскольку он умер примерно через девять месяцев после выборов.
Уоррен, хотя и пользовался большой популярностью в Калифорнии, отказался участвовать в президентских праймериз, что ограничило его шансы на победу в этой номинации. Он сохранил поддержку делегации Калифорнии, и его сторонники надеялись, что в случае тупиковой ситуации между Эйзенхауэром и Тафтом Уоррен может стать компромиссным кандидатом.
После того, как его уговорили баллотироваться, Эйзенхауэр одержал крупную победу на предварительных выборах в Нью-Гэмпшире, на которых его сторонники вписали его имя в избирательный бюллетень и принесли ему неожиданную победу над Тафтом. Однако до Национального съезда Республиканской партии праймериз были разделены между ними довольно поровну, и когда съезд открылся, гонка за выдвижение все еще была слишком близка, чтобы ее можно было объявить. Тафт выиграл праймериз в Небраске, Висконсине, Иллинойсе и Южной Дакоте, а Эйзенхауэр выиграл праймериз в Нью-Джерси, Пенсильвании, Массачусетсе и Орегоне. Стассен и Уоррен выиграли только в своих родных штатах Миннесота и Калифорния соответственно, что фактически лишило их шансов на номинацию. Генерал Дуглас Макартур также заручился поддержкой десяти делегатов из разных штатов (в основном из Орегона), но с самого начала гонки дал понять, что не заинтересован в своем выдвижении.
Республиканский национальный съезд проходил в Международном Амфитеатре в Чикаго с 7 по 11 июля. Большинство политических экспертов оценили Тафта и Эйзенхауэра как примерно равных по общему количеству голосов делегатов. Менеджеры Эйзенхауэра во главе с Дьюи и сенатором от Массачусетса Генри Кэботом Лоджем-младшим обвинили Тафта в «краже» голосов делегатов в южных штатах, таких как Техас и Джорджия, и заявили, что лидеры Тафта в этих штатах несправедливо отказали в делегатских местах сторонникам Эйзенхауэра, заместив их сторонниками Тафта. Лодж и Дьюи предложили исключить делегатов Тафта из этих штатов и заменить их делегатами Эйзенхауэра и назвали это предложение «Честной игрой». Хотя Тафт и его сторонники гневно отвергли это обвинение, съезд проголосовал за предложение игру 658 голосами против 548, и Тафт потерял многих южных делегатов. Шансы Эйзенхауэра возросли, когда несколько независимых делегаций штатов, таких как Мичиган и Пенсильвания, решили поддержать его, а также когда Стассен освободил своих делегатов и попросил их поддержать Эйзенхауэра. Отстранение многих южных делегатов и поддержка штатов, не взявших на себя обязательств, решили выдвижение кандидатуры в пользу Эйзенхауэра.
Однако съезд оказался одним из самых горьких и эмоциональных в американской истории. Когда сенатор Эверетт Дирксен от Иллинойса, сторонник Тафта, во время выступления указал на Дьюи в зале съезда и обвинил его в том, что он ведет республиканцев «по пути к поражению», делегаты раздались смешанные возгласы и аплодисменты, и были даже кулачные бои между некоторыми делегатами Тафта и Эйзенхауэра.
В конце концов, Эйзенхауэр с небольшим перевесом победил Тафта в первом туре голосования. Чтобы залечить раны, нанесенные битвой, он посетил гостиничный номер Тафта и встретился с ним. Тафт выступил с кратким заявлением, в котором поздравил Эйзенхауэра с победой, но он был огорчен обвинениями в том, что он украл делегатов, и отказывался от активной поддержки Эйзенхауэра в течение нескольких недель после съезда. В сентябре 1952 года Тафт и Эйзенхауэр снова встретились в Морнингсайд-Хайтс в Нью-Йорке. Там Тафт пообещал активную поддержку Эйзенхауэра в обмен на выполнение ряда требований, таких как требование, чтобы Эйзенхауэр предложил последователям Тафта справедливую долю патронажных должностей, если он выиграет выборы, чтобы Эйзенхауэр сбалансировал федеральный бюджет и «боролся с ползущим внутренним социализмом во всех областях». Эйзенхауэр согласился с условиями, и Тафт усердно боролся за республиканский билет. Фактически Эйзенхауэр и Тафт пришли к согласию по большинству внутренних вопросов, а их разногласия касались главным образом внешней политики.
Хотя первоначально высказывались предположения, что Уоррен мог бы получить место вице-президента партии на вторых выборах подряд, если бы он снял свою кандидатуру и поддержал Эйзенхауэра, в конечном итоге он решил не делать этого. Эйзенхауэр хотел наградить званием вице-президента Стассена, который поддерживал Эйзенхауэра и в целом занимал аналогичные политические позиции. Однако партийные боссы хотели найти кандидата на пост вице-президента, который мог бы успокоить сторонников Тафта, поскольку раскол между умеренным и консервативным крылом был настолько серьезным, что возникли опасения, что консерваторы партии выдвинут Тафта в качестве кандидата от третьей партии.
Эйзенхауэр, очевидно, мало задумывался о выборе своего кандидата на пост вице-президента. Когда его спросили, он ответил, что, по его мнению, съезд кого-то выберет. В конечном итоге это место досталось молодому сенатору от Калифорнии Ричарду Никсону, которого считали центристом. Никсон был известен как агрессивный участник кампании и ярый антикоммунист, но как человек, который уклонялся от некоторых наиболее крайних идей правого крыла партии, включая изоляционизм и демонтаж «Нового курса». Большинство историков теперь полагают, что выдвижение Эйзенхауэра было результатом его предполагаемой возможности быть избранным против демократов. Большинство делегатов были консерваторами, которые, вероятно, поддержали бы Тафта, если бы чувствовали, что он может победить на всеобщих выборах.
Несмотря на то, что Уоррен не был номинирован на пост президента или вице-президента, он будет назначен председателем Верховного суда в октябре 1953 года, а Стассен будет занимать различные должности в администрации Эйзенхауэра.

### Демократическая партия
Ожидаемым кандидатом от Демократической партии был действующий президент Гарри Трумэн. Поскольку недавно принятая Двадцать вторая поправка к Конституции США не распространялась на того, кто был президентом на момент ее принятия, он имел право баллотироваться снова. Однако, согласно опросам, популярность Трумэна в 1952 году резко упала. Кровавая Корейская война тянулась третий год, антикоммунистическая кампания сенатора Джозефа Маккарти разжигал общественные страхи по поводу «красной угрозы» и раскрытие широко распространенной коррупции среди федеральных служащих (включая некоторых высокопоставленных членов администрации Трумэна) оставили Трумэна в политическом упадке. Опросы показали, что его рейтинг неодобрения составляет 66 % — рекорд, который только десятилетия спустя будет повторен Ричардом Никсоном и превзойден Джорджем Бушем-младшим.
Главным оппонентом Трумэна был либеральный сенатор от Теннесси Эстес Кефовер, который в 1951 году возглавлял транслируемое по национальному телевидению расследование организованной преступности и был известен как борец с преступностью и коррупцией. Опрос Gallup от 15 февраля показал слабость Трумэна. В национальном масштабе Трумэна выбрали только 36 % демократов по сравнению с 21 % за Кефовера. Однако среди независимых избирателей Трумэн имел только 18 %, а Кефовер лидировал с 36 %. На праймериз в Нью-Гэмпшире Кефовер превзошёл Трумэна, набрав 19 800 голосов против 15 927 голосов Трумэна и захватив всех восемь делегатов. Кефовер милостиво заявил, что считает свою победу не «отказом от политики администрации, а стремлением… к новым идеям и личностям». Однако, уязвленный этой неудачей, Трумэн объявил 29 марта, что не будет добиваться переизбрания. Однако в своих мемуарах Трумэн настаивал на том, что он решил не баллотироваться на переизбрание задолго до своего поражения от Кефовера.
После отказа Трумэна Кефовер стал фаворитом этой номинации и выиграл большинство праймериз. Другими победителями первичных выборов были сенатор Хьюберт Хамфри, победивший в своем родном штате Миннесота, Сенатор Ричард Рассел-младший от Джорджии, выигравший праймериз во Флориде, и дипломат У. Аверелл Гарриман, победивший в Западной Виргинии. Однако большинство штатов по-прежнему выбирали своих делегатов на съезд Демократической партии на съездах штатов, а это означало, что партийные боссы, особенно мэры и губернаторы крупных штатов и городов Севера и Среднего Запада, могли выбирать кандидата от Демократической партии. Боссы, включая самого Трумэна, сильно не любили Кефовера, поскольку его расследования организованной преступности выявили связи между деятелями американской мафии и многими демократическими политическими организациями крупных городов. Таким образом, партийные боссы считали Кефовера диссидентом, которому нельзя доверять, и поэтому отказались поддержать его выдвижение.
Вместо этого, когда Трумэн взял на себя инициативу, они начали искать других, более приемлемых кандидатов. Однако у большинства других кандидатов была серьезная слабость. Рассел пользовался большой поддержкой Юга, но его поддержка расовой сегрегации и его противодействие правам негров заставили многих либеральных делегатов Севера и Среднего Запада под давлением своих многочисленных негритянских избирателей отвергнуть его. Трумэн отдавал предпочтение Гарриману, но последний никогда не занимал выборных должностей и не имел опыта в политике. Затем Трумэн обратился к вице-президенту Олбену Баркли, но лидеры профсоюзов отвергли его как слишком старого (ему было 74 года), и у него было мало поддержки со стороны Севера, потому что он был еще одним сегрегационистом с Юга. Среди других второстепенных или местных кандидатов были сенатор от Оклахомы Роберт С. Керр, губернатор Массачусетса Пол А. Девер, сенатор Миннесоты Хьюберт Хамфри и сенатор от Арканзаса Дж. Уильям Фулбрайт.
Вскоре появился один кандидат, у которого, по-видимому, было мало политических слабостей, — губернатор Иллинойса Эдлай Стивенсон. Внук вице-президента Эдлая Э. Стивенсона, он происходил из высокопоставленной семьи Иллинойса и был хорошо известен как одаренный оратор, интеллектуал и умеренный политический деятель. Весной 1952 года Трумэн попытался убедить Стивенсона выдвинуть свою кандидатуру на пост президента, но Стивенсон заявил, что хочет баллотироваться на переизбрание на пост губернатора Иллинойса. Однако Стивенсон так и не отказался полностью от участия в гонке, и по мере приближения съезда многие партийные боссы и обычно аполитичные граждане надеялись, что его можно будет «призвать» к участию в выборах.
Демократический национальный съезд проходил в Международном Амфитеатре в Чикаго с 21 по 26 июля. Поскольку съезд проводился в его родном штате, губернатора Стивенсона, который все еще заявлял, что он не является кандидатом в президенты, попросили произнести приветственную речь перед делегатами. Он выступил с остроумной и волнующей речью, которая побудила его сторонников начать новый раунд усилий по его выдвижению, несмотря на его протесты. После встречи с Джейкобом Арви, главой делегации Иллинойса, Стивенсон наконец согласился выставить свое имя в качестве кандидата на выдвижение. Партийные боссы других крупных штатов Севера и Среднего Запада быстро присоединились к поддержке. Кефовер лидировал в первом туре голосования, но у него было гораздо меньше голосов, чем необходимо для победы. Президент Трумэн оказал поддержку Стивенсона: он убедил Гарримана отказаться от участия и поддержать губернатора Иллинойса. Стивенсон постепенно набирал силу, пока не был выдвинут в третьем туре голосования.
После того, как делегаты выдвинули кандидатуру Стивенсона, съезд перешел к выбору вице-президента. Основными кандидатами на эту должность были Кефовер, Рассел, Баркли, сенатор Джон Спаркман и сенатор А. С. Майк Монруни. Сузив круг до сенатора Спаркмана и сенатора Монруни, президент Трумэн и небольшая группа политических инсайдеров выбрали для выдвижения Спаркмана, консерватора и сторонника сегрегации из Алабамы, что, как надеялись лидеры партии, сделает билет сбалансированным. Съезд в основном согласился и выдвинул Спаркмана кандидатом на пост вице-президента Стивенсона, хотя были выдвинуты кандидатуры двух других кандидатов на пост вице-президента, заместителя председателя Национального комитета Демократической партии Индии Эдвардса из Калифорнии и окружного судьи Сары Т. Хьюз из Техаса. Оба отказались от своих имен в пользу Спаркмана, который был номинирован под всеобщее одобрение. Затем Стивенсон произнес красноречивую приветственную речь, в которой он пообещал «говорить разумно американскому народу».
Платформа демократов выступала за сильную национальную оборону, коллективную безопасность против Советского Союза, многостороннее разоружение, отмену закона Тафта-Хартли, равные возможности трудоустройства для меньшинств и государственную помощь престарелым, детям, слепым и инвалидам, расширение программы школьных обедов и продолжение усилий по борьбе с расовой дискриминацией.

### Кампания
Кампания Эйзенхауэра была одной из первых президентских кампаний, в ходе которой были предприняты крупные и согласованные усилия по завоеванию женских голосов. Во многих его рекламных роликах на радио и телевидении обсуждались такие темы, как образование, инфляция, окончание Корейской войны и другие вопросы, которые, как считалось, привлекали женщин. Кампания Эйзенхауэра широко использовала женщин-сотрудниц, которые звонили потенциальным избирателям Эйзенхауэра, распространяли значки и листовки с надписью «Айк» и устраивали вечеринки, чтобы заручиться поддержкой республиканцев в своих районах. В день выборов Эйзенхауэр получил твёрдое большинство голосов женщин.
В своей предвыборной кампании Эйзенхауэр нападал на «Корею, коммунизм и коррупцию» — проблемы, которые республиканцы считали проблемами, которые администрация Трумэна не могла решить. Кампания Эйзенхауэра обвиняла администрацию в том, что она «пренебрегает Латинской Америкой» и, таким образом, «ведет ее в объятия коварных коммунистических агентов, которые только и ждут, чтобы воспользоваться местными страданиями и извлечь выгоду из любой возможности для коммунизации Америки». Обвинения в том, что советские шпионы проникли в правительство, преследовали администрацию Трумэна и стали значительной темой предвыборной кампании Эйзенхауэра. Республиканцы обвинили демократов в том, что военные не были полностью готовы к войне в Корее, обвинили демократов в укрывательстве коммунистических шпионов в федеральном правительстве и раскритиковали администрацию Трумэна за множество чиновников, которые были обвинены в различных преступлениях.
Стивенсон надеялся использовать раскол между консервативными республиканцами Тафта и умеренными республиканцами Эйзенхауэра. В своей речи в Балтиморе Стивенсон сказал: «В настоящее время у слона Республиканской партии две головы, и я не могу изо дня в день сказать, кто управляет бедным зверем, сенатор Тафт или генерал. Я сомневаюсь, что Америка доверит свое будущее, свои надежды хозяину дома, разделившегося сам в себе». Стивенсон, Трумэн и другие демократы, участвовавшие в кампании той осенью, также критиковали сенаторов Джозефа Маккарти, Уильяма Э. Дженнера и других правых республиканцев за то, что они считали безрассудными и необоснованными нападениями и расследованиями Конгресса в отношении ведущих правительственных чиновников и государственных служащих. В своей речи в Солт-Лейк-Сити Стивенсон заявил, что правые республиканцы «быстро выдвигают обвинения, клеветнические намеки и кампании нашептывания, когда видят возможность напугать или заставить замолчать тех, с кем они не согласны. Грубо, небрежно они вторгаются в область мысли, совести, которая принадлежит Богу, а не сенаторам… Маккарти и подобные ему люди могут говорить почти все, что угодно, и, если совесть моего оппонента позволяет, он может попытаться помочь им всем переизбраться». Стивенсон сказал, что нападки правых на правительственных чиновников, таких как генерал Джордж Маршалл, который служил Трумэну в качестве государственного секретаря США и министра обороны США, отражают низкий подход к политике. Трумэн неоднократно критиковал характер и темперамент сенатора Маккарти и призывал Эйзенхауэра отречься от него. Стивенсон высмеивал правых республиканцев, «которые охотятся на коммунистов в Бюро дикой природы и рыболовства, не решаясь помочь доблестным мужчинам и женщинам, которые сопротивляются реальности на передовой в Европе и Азии… В конце концов, это люди, которые, по-видимому, верят в то, что мы можем сбить с толку Кремль, напугав себя до смерти». В свою очередь, Маккарти часто в шутку путал имена Эдлай и Элджер, имя осужденного советского шпиона Элджера Хисса, заявляя в своих речах: «Элджер, я имею в виду Эдлай». Маккарти воспользовался тем фактом, что Стивенсон защищал невиновность Хисса, несмотря на все доказательства обратного. Маккарти, в ответ на критику Стивенсона, также заявил во время предвыборной кампании, что он хотел бы вступить в предвыборную кампанию Стивенсона «с дубиной и сделать из Стивенсона хорошего и лояльного американца».
Ни Стивенсон, ни Спаркман не входили в состав администрации Трумэна, и оба в значительной степени игнорировали результаты её деятельности, предпочитали возвращаться к достижениям «Нового курса» Рузвельта и предостерегали от повторения Великой депрессии при президенте Герберте Гувере в случае избрания Эйзенхауэра. Историк Герберт Парме заявил, что, «хотя Стивенсон пытался отделить свою кампанию от достижений Трумэна, его усилия не смогли рассеять широко распространенное признание того, что для разделенной Америки, раздираемой паранойей и неспособной понять, что нарушило ожидаемое спокойствие послевоенного мира, время перемен действительно пришло. Ни Стивенсон, ни кто-либо другой не смогли бы отговорить электорат от его желания отвергнуть „трумэнизм“».
Стремление Эйзенхауэра объединить Республиканскую партию для осенней кампании привела к тому, что он начал кампанию вместе с несколькими республиканцами, с которыми он чувствовал себя некомфортно. В частности, он возмущался тем, что ему пришлось поддержать кампанию по переизбранию сенатора Уильяма Дженнера во время предвыборной кампании в Индианаполисе из-за обвинений Дженнера в адрес Джорджа Маршалла в том, что он является «живой ложью», который «снова объединился с этой преступной толпой предателей и умиротворителей коммунистов… под руководством мистера Трумэна и мистера Ачесона». Многие демократы были особенно расстроены, когда Эйзенхауэр во время запланированной предвыборной поездки по Висконсину решил не произносить речь, которую он написал, критикуя методы Маккарти, не называя его имени, а позже позволил сфотографироваться пожимающим руку Маккарти, как если бы он поддерживал Маккарти. Трумэн, который когда-то дружил с Эйзенхауэром, никогда не забывал о том, что считал предательством. Ранее он думал, что Эйзенхауэр станет хорошим президентом, но сказал, что «он предал почти все, за что, как я думал, он выступал».
Эйзенхауэр сохранил свою огромную личную популярность благодаря своей главной роли во Второй мировой войне, и огромные толпы людей приходили видеть его по всей стране. Слоган его кампании «Мне нравится Айк» был одним из самых популярных в американской истории. Стивенсон привлек поддержку молодого послевоенного интеллектуального класса, но Эйзенхауэр считался более привлекательным для среднего американца. В некоторых кругах Стивенсона высмеивали как слишком женоподобного, чтобы быть президентом, что иногда использовалось в качестве эвфемизма для гомосексуальности. Консервативная газета «Нью-Йорк Дейли Ньюс» называла его «Аделаидой» Стивенсоном, несмотря на то, что он имел репутацию дамского угодника, развелся в 1949 году и оставался холостяком в течение 1952 года.
Заметным событием кампании 1952 года стал скандал, разразившийся, когда Ричард Никсон, напарник Эйзенхауэра, был обвинен несколькими газетами в получении 18 000 долларов в виде незадекларированных «подарков» от богатых доноров. На самом деле, пожертвования были сделаны только ранними сторонниками и ограничены 1000 долларами, с полной подотчетностью. Никсон, который обвинял демократов в сокрытии коррупции, внезапно оказался в оборонительной позиции. Эйзенхауэр и его помощники даже подумывали о том, чтобы снять Никсона и выбрать сенатора Уильяма Ноуленда в качестве кандидата на пост вице-президента.
Эйзенхауэр, который едва знал Никсона, колебался и отказывался комментировать инцидент. Тем не менее, Никсон спас свою политическую карьеру, выступив в прямом эфире с получасовой речью под названием «речь „Чекерс“». В этой речи Никсон отверг выдвинутые против него обвинения, подробно рассказал о своих скромных финансовых активах и дал блестящую оценку кандидатуре Эйзенхауэра. Кульминационным моментом речи стал момент, когда Никсон заявил, что один из сторонников подарил его дочерям собаку по кличке «Чекерс», и что он не вернет ее, потому что ее дочерям она нравится. «Речь „Чекерс“» привела к тому, что сотни тысяч граждан по всей стране телеграфировали в Национальный комитет Республиканской партии, чтобы призвать Республиканскую партию оставить Никсона в списке кандидатов, и Эйзенхауэр остался с ним.
Несмотря на травлю правого крыла республиканцев, кампания в целом была проведена с высокой степенью достоинства, и Стивенсон рассматривался как человек, вдохнувший новую жизнь в Демократическую партию, которая была истощена за 20 лет пребывания у власти, и освеживший ее привлекательность среди молодых избирателей. Он обвинил Эйзенхауэра в молчаливой терпимости к эксцессам Маккарти. Стивенсон выступил перед Американским легионом, бастионом бескомпромиссного консерватизма, и смело заявил, что в действиях Маккарти нет ничего патриотического или американского.
Несмотря на достойный характер кампании, неприязнь между двумя кандидатами была очевидна. Стивенсон критиковал Эйзенхауэра за то, что тот не осуждал Маккарти и использовал телевизионные ролики, и Эйзенхауэр, который изначально уважал Стивенсона, со временем стал рассматривать его просто как еще одного политика-карьериста, что ему сильно не нравилось.
Чтобы обойти местные организации Республиканской партии, которые в основном контролировались сторонниками Тафта, силы Эйзенхауэра создали общенациональную сеть низовых клубов «Граждане за Эйзенхауэра». Были приглашены независимые кандидаты и демократы, так как группа специализировалась на агитации в районах и проведении собраний в небольших группах. «Граждане за Эйзенхауэра» надеялись оживить партию, расширив ряды ее активистов и поддерживая умеренную и интернационалистскую политику. Она не поддерживала других кандидатов, кроме Эйзенхауэра, но после победы он обратил на нее мало внимания, и она не смогла сохранить свой впечатляющий стартовый импульс. Вместо этого он активизировал консервативных республиканцев, что в конечном итоге привело к кампании Барри Голдуотера в 1964 году. Давние республиканские активисты относились к новичкам с подозрением и враждебностью. Что еще более важно, активность в поддержку Эйзенхауэра не переросла в энтузиазм по отношению к делу партии.
Избирательная кампания 1952 года была первой, в которой было использовано новое средство массовой информации — телевидение, отчасти благодаря усилиям Россера Ривза, главы Ted Bates, Inc., ведущей рекламной фирмы. Первоначально Ривз предложил Дьюи серию радиороликов во время кампании 1948 года, но Дьюи посчитал их недостойными. Позже Ривз утверждал, что Дьюи мог бы выиграть выборы, если бы был немного более открытым для новых идей.
Изучая программную речь Дугласа Макартура на съезде Республиканской партии в июле, Ривз полагал, что слова генерала были «мощными», но «несфокусированными» и «разбросанными по всей карте». Публичные выступления Эйзенхауэра были еще хуже, поскольку он не мог ясно и понятно донести свою точку зрения до избирателей. Ривз чувствовал, что Эйзенхауэр должен сжать свое послание до нескольких простых, легко усваиваемых лозунгов.
Поначалу Эйзенхауэр также плохо выступал на телевидении, и ему было трудно казаться расслабленным и непринужденным перед камерой. Телевизионное освещение было нелестным и заставляло его выглядеть старым и непривлекательным. В частности, его лоб блестел под светом фонарей. Эйзенхауэр расстроился, когда корреспондент CBS Дэйв Шенбрун указал на это и предложил ему попробовать изменить позы, чтобы сделать лоб менее заметным, и нанести макияж так, чтобы он не блестел от освещения. В конце концов, он сдался и согласился на эти изменения. Ривз также хотел, чтобы Эйзенхауэр не носил очки на камеру, чтобы выглядеть моложе, но поскольку он не мог читать суфлеры без них, Ривз придумал большую рукописную вывеску.
Работа Ривза на телевидении, хотя и была новаторской, была подвергнута серьезной критике на том основании, что он пытался продать кандидата в президенты публике так же, как можно продать автомобиль или марку зубной пасты. Либеральная журналистка Мария Маннес высмеяла этот подход такой частушкой: «Эйзенхауэр попал в точку/Один полный генерал, это много/Чувствуете себя вялым, чувствуете себя больным?/Примите дозу Айка и Дика!/Philip Morris, Lucky Strike, Alka-Seltzer, мне нравится Айк!» Со своей стороны, Стивенсон не хотел использовать телевидение и осудил использование Эйзенхауэром этого средства массовой информации, назвав его «продажей президентства как хлопьев». Он подчеркивал, что не смотрел телевизор и даже не владел им, как и многие члены его ближайшего окружения.
В обеих кампаниях использовалась телевизионная реклама. Примечательной рекламой Эйзенхауэра был не поднимающий проблемы анимационный фильм с песней-саундтреком Ирвинга Берлина под названием «Мне нравится Айк». Впервые личная история болезни кандидата в президенты была обнародована, как и частичные версии его финансовой истории, из-за вопросов, которые были подняты в речи Никсона. Ближе к концу кампании Эйзенхауэр в своей речи объявил, что в случае победы на выборах он отправится в Корею, чтобы посмотреть, сможет ли он закончить войну. Его большой военный престиж в сочетании с усталостью общественности от конфликта дали Эйзенхауэру последний толчок, необходимый для победы.
На протяжении всей кампании Эйзенхауэр лидировал во всех опросах общественного мнения и в большинстве из них с большим отрывом.

### Результаты
| Кандидат               | Партия                 | Избиратели | Избиратели | Выборщики |
| Кандидат               | Партия                 | Количество | %          | Выборщики |
| ---------------------- | ---------------------- | ---------- | ---------- | --------- |
| Дуайт Дэвид Эйзенхауэр | Республиканская партия | 34 075 529 | 55,2       | 442       |
| Эдлай Стивенсон        | Демократическая партия | 27 375 090 | 44,3       | 89        |
| Винсент Хэллинан       | Прогрессивная партия   | 140 746    | 0,2        | 0         |
| Стюарт Хэмблен         | Партия запрета         | 73 412     | 0,1        | 0         |
| Дуглас Макартур        | Конституционная партия | 17 205     | 0,0        | 0         |
| другие                 | -                      | 87 165     | 0,1        | 0         |
| Всего                  | Всего                  | 61 769 147 | 100        | 531       |

В день выборов Эйзенхауэр одержал убедительную победу, набрав более 55 % голосов избирателей и одержав победу в 39 из 48 штатов. Стивенсон не выиграл ни одного штата к северу от линии Мейсона-Диксона или к западу от Арканзаса; Ему удалось отвоевать четыре штата, которые Стром Тёрмонд выиграл на предыдущих выборах, но проиграл все, кроме пяти, штатов, которые Трумэн выиграл в том году. Эйзенхауэр взял три южных штата, которые республиканцы выиграли только один раз со времен Реконструкции: Виргинию, Флориду и Техас. Несмотря на победу республиканцев во Флориде, этот год был последним, когда демократ победил в округе Коллиер до того, как юго-западная Флорида была превращена в растущий оплот республиканцев Солнечного пояса, и это был также последний раз, когда демократ победил в округе Эйкен, Южная Каролина, до того, как «Твердый Юг» рухнул вслед за движением за гражданские права. Однако в этом году республиканец в последний раз побеждал в округе Йоло, Калифорния, или в индейском округе Ролетт, Северная Дакота, и в последний раз до Дональда Трампа в 2016 году, когда республиканцы выиграли округ Пасифик, Вашингтон, или округ Свифт, Миннесота. Это был последний раз, когда республиканцы выиграли в Миссури до 1968 года, и последний раз, когда республиканец выиграл выборы без Кентукки. Победа Стивенсона с перевесом в 700 голосов стала наименьшим процентным отрывом в любом штате с тех пор, как Вудро Вильсон победил в Нью-Гэмпшире с перевесом в 56 голосов в 1916 году.
Эйзенхауэр победил в 21 из 39 городов с населением более 250 000 человек. Он победил в шести из восьми крупнейших южных городов.
Выборы были первыми, в которых компьютер UNIVAC I (и Monrobot III) использовался для предсказания результатов; оно оказалось в пределах 3,5 % от числа голосов избирателей Эйзенхауэра и четырех голосов от числа голосов выборщиков.
Советское правительство негативно восприняло победу Эйзенхауэра. Американский журналист Джеймс Рестон после оглашения результатов выборов обратился в советское посольство с письмом, в котором указывал: «20 января новый президент США займёт свой пост. Это событие вызвало выражение доброй воли со стороны правительств почти всех крупных стран мира, кроме Вашего».
«Несомненно, он (Сталин) так же, как и мы, опасается возникновения войны» — отмечал советник британского посольства в Москве Грей в своём сообщении 3 марта 1953 г., — «Это, по его (Сталина) мнению, приобрело особую остроту в результате смены правительства США».